# 13.67
《13.67》은 대만의 작가 찬호께이의 소설이다. 번역은 강초아가 맡았다. 출판사는 한스미디어이며, 소설의 배경은 홍콩 반환으로 급변하는 홍콩 사회이다.

## 등장 인물

### 주인공
관전둬
- 샤오밍의 스승.
  - 19살 경찰 합격. 형사정보과 조장으로 일하다가 1997년 퇴직. 그 후 특수고문직 제안을 받아들여 경찰로 재취업한 인물.

뤄샤오밍
- 관전둬의 제자.
  - 27년차 경찰로 관전둬의 신임을 받고 있음.

#### 1, 흑과 백 사이의 진실
- 위안원빈
  - 펑하이 그룹의 총수이며, 위첸러우의 남편이자 위씨 집안의 데릴사위. 1971년, 위첸러우와 결혼하여 슬하에 세 자녀를 둠.
- 위첸러우
- 위안원빈의 아내.
  - 2013년 5월, 췌장암으로 병사.
- 위용리
  - 위안원빈의 장남으로 20년 전 교통사고로 사망함.
- 위용이
  - 위안원빈의 차남으로 펑하이 그룹의 부총수.
- 위용렌
  - 위안원빈의 3남으로 홍콩 문화대 공학과에 재학 중.

- 왕관탕
  - 위씨 집안의 비서.

- 후진메이
  - 위씨 집안의 오랜 가정부 겸 보모

#### 2, 죄수의 도의
- 줘한창
  - 홍콩 삼합회 홍의련의 두목.'성야 ent'등 연예 사업 운영.
- 런더러
  - 홍콩 삼합회 흥충화의 두목.
- 양원하이
  - 영화배우, 클럽에서 괴한에게 구타당함.
- 탕링
  - '성야 ent' 소속 가수.

#### 3, 가장 긴 하루
- 스번톈
  - 8년 전 체포되어 20년형 복역 중. 탈옥수.
- 아우
  - 저우샹광의 슬리퍼 가게 점원
- 우팡
  - 1급 교도관 보좌관. 스번톈의 호송 지원조.
- 스용캉
  - 2급 교도관 보좌관. 스번톈의 호송 지원조.
- 저우샹광
  - 슬리퍼 가게 주인. 산성액으로 화상 입음.
- 차이진강 총독찰
  - 형사정보과 B조 제1대. 샤오밍의 직속 상관.

#### 4, 테이스의 천칭
- 스번톈
  - 보석점 연쇄강도-현금수송차량 강도-사업가 납치사건의 범인. 두목.
- 스번성
  - 스번톈의 동생이자 부하. 인질극 중 사살 당함.
- 가오랑산 총독찰
  - 서카오릉 총구 중안조 조장. '자후이루 사건' 수사 지휘관.
- 천뱌오
  - 스번성의 오른팔. 덩치라고 불림. 인질극 중 사살 당함.
- 덩팅
  - 몽콕 중안조 제3대 대장. 별명은 TT(토카레프 권총 1930년 형의 약자,덩팅의 행동방식이 효율적이나 통제 어렵다고 비꼬던 것)

#### 5, 빌려온 공간
- 스텔라 힐
  - 그레이엄 힐의 아내. 간호사.
- 앨프레드 힐
  - 그레이엄과 스텔라의 아들.
- 그레이엄 힐
  - 스텔라 힐의 남편. 홍콩 영정공서 재직.
- 량리필 리즈
  - 앨프레드의 유모.

#### 6, 빌려온 시간
- 아칠
  - 완차이 경찰서 순찰경관. 1호차 폭탄 사건을 단독 수사하여 승진함.
- 아삼
  - 아칠의 상사.
- 형
  - 판자방 세입자이며 '나'의 룸메이트.